# Liste von Bahnhöfen und Haltepunkten in Mannheim
Die nachfolgende Liste von Bahnhöfen und Haltepunkten in Mannheim enthält Bahnhöfe und Haltepunkte im Stadtgebiet von Mannheim.

## Vorbemerkung
Gelistet sind hier alle Bahnhöfe der Normalspur und eine Auswahl der Bahnhöfe und Haltepunkte der ehemaligen OEG, soweit sie von herausgehobener Bedeutung sind. Letzteres ist zum Beispiel der Fall bei Trennungsbahnhöfen oder wenn sie ein eigenes Empfangsgebäude aufweisen.

## Liste
| Fernbahnhof | Regionalbahnhof | S-Bahnhof | OEG-Bahnhof | Güterbahnhof | aufgelassen/in Planung |

| Name (DB-Abkürzung, ehemalige Namen)                                                              | Gattung                              | Strecke(n)                                                              | Inbetrieb- nahme          | Stadtteil                                             | Anmerkung                                    |
| ------------------------------------------------------------------------------------------------- | ------------------------------------ | ----------------------------------------------------------------------- | ------------------------- | ----------------------------------------------------- | -------------------------------------------- |
| Alter Bahnhof                                                                                     | Bahnhof                              | Bahnstrecke Mannheim–Rastatt                                            | 1840–1867                 | Schwetzingerstadt                                     | 1867–1879 Nachnutzung als Ortsgüterbahnhof   |
| Altrip RAI                                                                                        | Haltepunkt                           | Bahnstrecke Mannheim–Rastatt                                            | 1870–nach 1987            | Neckarau, Rheinau                                     | [ 1 ]                                        |
| Käfertal Industriebahnhof/Sammelbahnhof                                                           | Bahnhofsteil                         | Mannheimer Industriehafenbahn                                           |                           | Luzenberg                                             |                                              |
| Mannheim-Blumenau bis 1938: Sandtorf                                                              | Haltepunkt                           | Riedbahn                                                                | 1879–1968                 | Sandhofen                                             |                                              |
| Kolonie                                                                                           | Haltepunkt                           | Bahnstrecke Waldhof–Sandhofen                                           | 1900–1922                 | Sandhofen                                             | [ 3 ]                                        |
| Mannheim Fabrikstation                                                                            | Haltepunkt                           | Bahnstrecke Mannheim–Rastatt                                            | 1870–nach 1987            | Lindenhof                                             |                                              |
| Mannheim-Friedrichsfeld Süd RMFS                                                                  | Haltepunkt S                         | Rheintalbahn                                                            |                           | Friedrichsfeld                                        |                                              |
| Mannheim Handelshafen/Jungbusch RMHH                                                              | Haltepunkt S                         | Westliche Einführung der Riedbahn                                       | 1985                      | Jungbusch (Handelshafen)                              |                                              |
| Mannheim Hbf RM                                                                                   | Bahnhof ICE, ECE, TGV, IC, RE, RB, S | zahlreiche Strecken                                                     | 1867 (1876)               | Innenstadt, Schwetzingerstadt, Lindenhof              |                                              |
| Mannheim Hgbf RMG                                                                                 | Bahnhof                              | Mannheim Hbf – Mannheim Hgbf                                            | 1906                      | Jungbusch (Handelshafen)                              |                                              |
| Mannheim Industriehafen                                                                           | Bahnhof                              | Mannheimer Industriehafenbahn                                           |                           | Neckarstadt-West                                      |                                              |
| Mannheim-Käfertal RMKL                                                                            | Bahnhof RB                           | Riedbahn, Mannheimer Ostumfahrung                                       | 1879                      | Käfertal, Wohlgelegen                                 | Ehemals auch Güterbahnhof                    |
| Käfertal Rb                                                                                       | Bahnhof                              | Riedbahn, Mannheimer Ostumfahrung                                       |                           | Käfertal, Wohlgelegen                                 | Auch Güterbahnhof                            |
| Mannheim-Käfertal OEG RMKO                                                                        | Bahnhof OEG                          | Bahnstrecke Mannheim–Weinheim, Bahnstrecke Mannheim-Käfertal–Heddesheim | 1887                      | Käfertal                                              |                                              |
| Mannheim Kurpfalzbrücke                                                                           | Bahnhof                              | Bahnstrecke Mannheim–Heidelberg                                         | 1891–1975                 | Oststadt                                              | heute nur noch Sonderverkehre                |
| Mannheim-Luzenberg RMLB                                                                           | Haltepunkt S                         | Westliche Einführung der Riedbahn                                       | 1985                      | Luzenberg                                             |                                              |
| Mannheim-Neckarau RMN                                                                             | Haltepunkt S                         | Bahnstrecke Mannheim–Rastatt                                            | Ehemals auch Güterbahnhof | Neckarau                                              |                                              |
| Mannheim-Neckarstadt (Bahnhof)                                                                    | Bahnhof                              | Riedbahn                                                                | 1879–1971                 | Neckarstadt-West                                      | Auch Güterbahnhof                            |
| Mannheim-Neckarstadt Rb                                                                           | Bahnhof                              | Riedbahn                                                                |                           | Neckarstadt-West                                      | Auch Güterbahnhof                            |
| Mannheim-Neckarstadt (Haltepunkt) RMNS                                                            | Haltepunkt S                         | Westliche Einführung der Riedbahn                                       | 1985                      | Neckarstadt-West                                      |                                              |
| Neu-Edingen/Mhm-Friedrichsfeld Bis 2016: Mannheim-Friedrichsfeld ursprünglich: Friedrichsfeld RMF | Bahnhof RB, RE, S                    | Bahnstrecke Frankfurt am Main–Heidelberg                                | 1846 (1915)               | Friedrichsfeld                                        |                                              |
| Mannheim-Neuostheim                                                                               | Haltepunkt S                         | Riedbahn, Mannheimer Ostumfahrung                                       | geplant                   | Neuostheim, Oststadt                                  |                                              |
| Mannheim OEG „Weinheimer Bahnhof“                                                                 | Bahnhof                              | Bahnstrecke Mannheim–Weinheim                                           | 1887                      | Neckarstadt-Ost                                       |                                              |
| Mannheim Rbf RMR                                                                                  | Bahnhof                              | zahlreiche Strecken                                                     | 1906                      | Neckarau, Neuhermsheim, Seckenheim-Hochstätt, Rheinau |                                              |
| Mannheim Rbf Hp RMRP                                                                              | Haltepunkt S                         | Rheintalbahn                                                            |                           | Neuhermsheim                                          |                                              |
| Mannheim Rbf-SAP-Arena/Maimarkt RMR A                                                             | Bahnhofsteil RB, S                   | Rheintalbahn                                                            | 2011                      | Seckenheim-Hochstätt                                  | Bahnsteiggleis 3, derzeit nur Sonderverkehre |
| Mannheim-SAP-Arena/Maimarkt RMSM                                                                  | Haltepunkt S                         | Rheintalbahn                                                            | 2011                      | Seckenheim-Hochstätt                                  |                                              |
| Mannheim-Rheinau RMA                                                                              | Bahnhof S                            | Bahnstrecke Mannheim–Rastatt                                            |                           | Rheinau                                               |                                              |
| Mannheim-Rheinau Hafen                                                                            | Haltepunkt                           | Bahnstrecke Mannheim–Rastatt                                            | 1870–nach 1987            | Rheinau                                               | [ 11 ]                                       |
| Mannheim-Rheinau Luftschiffwerft                                                                  | Haltepunkt                           | Bahnstrecke Mannheim-Rheinau–Ketsch                                     |                           | Brühl                                                 | [ 12 ]                                       |
| Mannheim-Sandhofen Sandhofen RMAS                                                                 | Bahnhof                              | Bahnstrecke Waldhof–Sandhofen                                           | 1900–1922                 | Sandhofen                                             | Auch Güterbahnhof                            |
| Mannheim-Seckenheim RMSE                                                                          | Haltepunkt S                         | Rheintalbahn                                                            |                           | Seckenheim-Hochstätt                                  |                                              |
| Mannheim-Waldhof RMW                                                                              | Bahnhof RE, S                        | Riedbahn, Mannheimer Ostumfahrung                                       | 1879                      | Waldhof                                               |                                              |
| Mannheim-Waldhof Gbf RMW G                                                                        | Bahnhofsteil                         | Riedbahn, Mannheimer Ostumfahrung                                       |                           | Waldhof-Gartenstadt, Schönau                          | Ehemals auch Güterbahnhof                    |
| Zellstoff                                                                                         | Haltepunkt                           | Bahnstrecke Waldhof–Sandhofen                                           | 1900–1922                 | Sandhofen                                             | [ 17 ]                                       |